# Fuhli, Mirhorod
Fuhli (în ucraineană Фуглі) este un sat în comuna Cerkașceanî din raionul Mirhorod, regiunea Poltava, Ucraina.